# Gloeobacter
Gloeobacter é um gênero de cianobactéria e ao mesmo tempo grupo-irmão de todas as outras cianobactérias por não possuir tilacóides, ocorrendo sua fotossíntese diretamente no citoplasma.
O gênero possui apenas duas espécies conhecidas, Gloeobacter violaceus e G. kilaueensis.